# Jalžabet
Jalžabet est un village et une municipalité située dans le comitat de Varaždin, en Croatie. Au recensement de 2001, la municipalité comptait 3 732 habitants, dont 98,90 % de Croates et le village seul comptait 1 065 habitants.

## Localités
La municipalité de Jalžabet compte 8 localités :
| - Imbriovec Jalžabetski - Jakopovec - Jalžabet - Kaštelanec | - Kelemen - Leštakovec - Novakovec - Pihovec |